# Tejakula (plaats)
Tejakula is een bestuurslaag in het regentschap Buleleng van de provincie Bali, Indonesië. Tejakula telt 11.623 inwoners (volkstelling 2010).